# Hermann Irving Schlesinger
Hermann Irving Schlesinger (Milwaukee, 11 oktober 1882 - Chicago, 3 oktober 1960) was een Amerikaans anorganisch scheikundige die vooral rond het chemisch element boor werkte. 
Schlesinger studeerde van 1900 tot 1905 scheikunde aan de Universiteit van Chicago, alwaar hij ook zijn PhD (met Julius Stieglitz als promotor) behaalde. In de twee jaar nadat hij was afgestudeerd werkte hij samen met Walther Nernst aan de Universiteit van Berlijn, met Johannes Thiele aan de Universiteit van Straatsburg en met John Jacob Abel aan de Johns Hopkins-universiteit.
Samen met Herbert C. Brown ontdekte hij in 1940 de verbinding natriumboorhydride, die vooral in de organische chemie als reductor wordt aangewend. Nadien ontwikkelden zij nog verschillende andere boorhydriden.
In 1959 won Schlesinger de Priestley Medal. Van 1907 tot zijn dood gaf hij les aan de Universiteit van Chicago.